# Trois minutes de soleil en plus
Trois minutes de soleil en plus est le troisième roman de Christophe Donner, publié aux éditions Gallimard Jeunesse, collection Page blanche en 1987.
Ce roman raconte l'histoire de Sylvain Mocquère, jeune garçon de 10 ans, orphelin de père, qui part en classe de neige avec la classe de filles de sa mère.
Des thèmes chers à l'auteur sont repris ici, comme les orphelins, la découverte de la sexualité, la relation enfants-adultes.

## L'histoire
Milieu des années 1960. Christophe Quiniou a dix ans. Premier de sa classe, il file une relation harmonieuse avec sa mère, qui l'élève seule depuis que le père est mort. La maman est institutrice dans une classe de filles. Tenante d'une éducation moderne, elle emmène sa classe pour un mois à la neige, où le temps se passera entre enseignement classique le matin et pratique du ski l'après-midi. Sylvain part donc, seul garçon, avec sa mère et les filles de la classe dont il tombera amoureux de l’une d’entre elles. Mais Camille, une autre fille de la classe, elle aussi amoureuse de Sylvain, va tout faire pour les séparer, avec la complicité des adultes.

## Les personnages
- Sylvain Mocquère. Il s'agit d'une autobiographie, en effet Sylvain Mocquère est en réalité Christophe Quiniou, alias Chris Donner.
- La mère
- Camille